# Lebertia natans
Lebertia natans är en kvalsterart som beskrevs av Viets 1926. Lebertia natans ingår i släktet Lebertia och familjen Lebertiidae. Inga underarter finns listade i Catalogue of Life.